# Schicksal aus zweiter Hand
Schicksal aus zweiter Hand (Alternativtitel: Zukunft aus zweiter Hand) ist ein deutsches Spielfilmdrama aus dem Jahre 1949 von Wolfgang Staudte mit Marianne Hoppe und Ernst Wilhelm Borchert in den Hauptrollen. Staudte thematisierte mit dieser Geschichte die Schicksalsgläubigkeit vieler Menschen jener Jahre.

## Handlung
Die Geschichte beginnt mit einem Ausrufer auf einem Jahrmarkt, wo der Hellseher Sylvio Sylvestro behauptet, die Gedanken seiner Zuschauer erraten zu können. Mehrere Besucher haben selbige auf einem Zettel aufgeschrieben und diesen gefaltet. Studienrat Gärtner, der mit einem Freund die Vorstellung besucht, hält dies alles für faulen Zauber und gibt seine Meinung auch lautstark kund. Der Hellseher geht auf ihn zu und fordert Gärtner heraus. Gleich zu Beginn stellt er Gärtner vor allen anderen Zuschauern bloß, indem er einige von dessen „Jugendsünden“ ausplaudert, so, dass er ein Mädchen entehrt haben soll, das sich daraufhin umgebracht habe. Gärtner gibt sich zutiefst empört, weiß aber genau, dass jener ominöse Sylvestro recht hat. Ebenfalls anwesend ist der alte Lehrer, den alle nur „Pinguin“ nennen. Er kommt später in die Garderobe des Wahrsagers, den er von früher als Michael Scholz kennt, als dieser noch sein Schüler war. „Pinguin“ gesteht, dass er sich als früherer Lehrer am sozialen Abstieg des Michael Scholz zum Jahrmarktsunterhalter „Sylvio Sylvestro“ mitschuldig fühle.
Rückblende: Michael Scholz ist glücklich mit Irene verheiratet. Es kommt am Kaffeetisch mit zwei weiteren Freunden das Gespräch auf die Hellseherei, die das der Runde bekannte, seelisch labile Fräulein Bruns sehr unglücklich gemacht hat, weil sie einem Scharlatan, einem gewissen Professor Sapis, intellektuell hörig geworden ist, da dieser den Tod ihres Vaters, eines Kapitäns, vorausgesagt hatte, der daraufhin tatsächlich den Seemannstod fand. Scholz besucht Sapis persönlich, der erstaunlich gut über den Buchhalter und seine Frau informiert ist. Sapis wirkt auf ihn weniger als ein Betrüger, sondern vielmehr als ein verzweifelter, alter Mann, der selbst unter der Bürde leidet, die Zukunft der ihn um Rat suchenden Klienten vorherzusagen. Auch für Scholz hat Sapis keine gute Nachrichten. Er prophezeit ihm nämlich: „Sie werden Ihre Frau verlieren!“ Scholz lacht merkwürdig, eilt jedoch in Panik nach Haus, wo er fast gleichzeitig mit seiner unversehrt keimkommenden Frau eintrifft.
Obwohl er es nicht will, sorgt Scholz sich ab diesem Zeitpunkt ununterbrochen um seine Frau. So will er wissen, ob ihr jüngster Arztbesuch irgendwelche besorgniserregenden Diagnosen gebracht habe. Als aber alles in Ordnung ist und Irenes Mann zu sehen glaubt, wie offensichtlich seine Frau in das Haus des alten Schulfreundes Gärtners entschwindet, eben jenes Gärtners, den Scholz in seiner Rolle als Hellseher Sylvestro Jahre später beschuldigt hatte, sich an einer jungen Frau vergangen zu haben, läuft Michael ins Haus hinein und stellt Gärtner in dessen Wohnung. Tatsächlich findet Scholz aber nicht seine Frau in kompromittierender Weise vor, sondern eben jenes bereits erwähnte, junge Fräulein Ruth Wegener, das sich verängstigt den Zudringlichkeiten Gärtners zu entziehen versucht. Wenig später sorgt auch noch Irenes Bruder, Senator Delius, für Ungemach. Dieser blickt voller Missfallen auf seinen Schwager Scholz herab, da dieser seiner Meinung nach seiner Schwester Irene nicht würdig sei. Delius wirft dem finanziell wenig begüterten Scholz vor, dass er Irene kein standesgemäßes Leben bieten könne. Dann steckt Delius seinem Schwager gönnerhaft einen Scheck zu. Scholz steckt, obwohl ihm dies sehr schwerfällt, das Geld ein und bricht daraufhin einen kleinen Ehekrach mit Irene vom Zaun. Auf einem festlichen Ball wird Michael nur allzu klar, dass er tatsächlich nicht mit dem Lebensstil derjenigen Kreise mithalten kann, denen Irene entstammt. Frustriert beginnt Scholz zur Flasche zu greifen.
Mit Spekulationsgeschäften versucht Michael fortan, Irene den seit ihrer Kindheit gewohnten Lebensstil aufrechtzuerhalten. Als er in der Zeitung vom tragischen Freitod der jungen Ruth Wegener liest, fällt ihm sofort das sexuell bedrängte Mädchen in Gärtners Wohnung ein. Er erpresst den kurz vor der Eheschließung mit einer vermögenden Frau der Gesellschaft stehenden Lehrer um ein Darlehen, das dieser zähneknirschend gewährt, da er einen Skandal befürchtet, der seine Existenz bedrohen könnte. In einer Kneipe lernt Scholz eine Kartenlegerin kennen, von der er sich erstmals die Zukunft vorhersagen lässt. Dabei wird ihm ein Todesfall in der Verwandtschaft avisiert. Als er erfährt, dass es sich dabei um eine Frau handeln soll, ist Scholz für einen kurzen Moment zutiefst erschüttert. Überdies plagt ihn immer mehr die Eifersucht, und er beauftragt daher einen Detektiv, der Irene beschatten soll. Der Mann gibt ihm eine Adresse, wohin Irene gegangen ist. Diese Adresse stimmt mit der des Rechtsanwalts van Hooven, den Michael als galanten Tänzer mit seiner Frau beim jüngst zurückliegenden Ball kennengelernt hatte, überein, woraufhin Scholz annimmt, dass Irene eine Affäre mit dem Anwalt haben müsse. Dass im selben Haus auch der Röntgenologe Dr. Beringe, den Irene gelegentlich konsultiert, eine Praxis führt, weiß Michael nicht.
Michaels Verdacht, dass Irene eine Affäre mit van Hooven hat, verstärkt sich noch, als er während einer Gesellschaft, die das Ehepaar Scholz gibt, seine Frau und den Anwalt kurz unter vier Augen reden sieht. Michael ahnt nicht, dass Irene mit van Hooven über eine mögliche Lungenerkrankung, die vom Röntgenarzt Dr. Beringe für möglich gehalten wurde, gesprochen hat. Misstrauen und mangelnde Kommunikation nehmen immer stärkere Formen an: Irene fühlt sich allmählich ihrem sich merkwürdig verhaltenden Gatten entfremdet, dieser wiederum ist nun fest davon überzeugt, dass Irene ihn mit einem anderen Mann hintergeht. Seiner Frau vorspielend, dass er zu einem Geschäftstermin müsse, lauert er ihr aber vor der Haustür auf, um sie zu verfolgen, sollte sie zu ihrem unterstellten Liebhaber gehen. Tatsächlich begibt sich Irene zum Haus van Hoovens, aber auch diesmal, um Dr. Beringe aufzusuchen. Der hat eine frohe Botschaft für sie: Irene ist vollkommen gesund. Michael sieht sich bestätigt, dass sie und van Hooven ihn betrügen. Wieder daheim, setzt sich Irene ans Klavier und spielt, während ihr Mann einen finsteren Plan ausheckt. Ein aufgeknöpfter Knopf am Rücken ihres Kleides scheint Michael der letzte Beweis ihrer Untreue zu sein, da er am Morgen höchstpersönlich alle Knöpfe dort geschlossen hatte. Er legt seine Hände um ihren Hals … und drückt zu. So hat sich die Prophezeiung, dass Michael Scholz eines Tages seine Frau verlieren werde, auf mörderische Weise bewahrheitet.
Epilog: Die Rückblende ist zu Ende, und Sylvestro alias Scholz erklärt seinem alten Lehrer „Pinguin“, warum er trotz all dieser Erfahrungen mit den schrecklichen Folgen der Wahrsagerei ebenfalls in dieses Metier, und dann auch noch auf niedrigstem Rummelplatzniveau, eingestiegen sei. Sylvestro sagt, dass er nach zehn Jahren Gefängnis, die er für seine Tat hatte verbüßen müssen, keine allzu große Auswahl an Berufsmöglichkeiten mehr hatte. „Die Menschen brauchen Illusionen“ und „Die Dummen werden nicht alle“ meint Sylvestro alias Michael Scholz resignierend. Am Ende kündigt draußen auf dem Jahrmarkt der Ausrufer die nächste Vorstellung an.

## Produktionsnotizen, Veröffentlichung
Die Dreharbeiten zu Schicksal aus zweiter Hand begannen am 30. Mai 1949 in den Hamburger Real-Film-Studios und endeten dort am 31. Juli desselben Jahres. Die Außenaufnahmen entstanden in Hamburg. Die Filmbauten entwarf Herbert Kirchhoff mit Unterstützung seines Assistenten Albrecht Becker, die Kostüme stammen aus der Hand von Trebitsch-Ehefrau Erna Sander. Ihr assistierte Irms Pauli. Edith Heerdegen, die hier in der kleinen Rolle einer jungen Frau zu sehen ist, die in die Fänge eines angeblichen Wahrsagers geraten ist, gab hier ihr Filmdebüt.
Schicksal aus zweiter Hand war bis zu seiner Übersiedelung in den Westen im Jahre 1956 die einzige Nachkriegsinszenierung Staudtes, die er nicht für die DEFA herstellte.
Die Uraufführung erfolgte am 6. Oktober 1949 in Hamburg. Ab dem 1. November 1949 konnte man Schicksal aus zweiter Hand auch im Westteil Berlins sehen. In Österreich erfolgte die Premiere am 26. Mai 1950. Am 22. August 1964 erfolgte in der ARD die Fernseherstausstrahlung dieses Films, in der DDR war der Film erstmals am 27. Mai 1967 im Fernsehprogramm von DFF 1 zu sehen. Veröffentlicht wurde er zudem unter dem Titel Sylvestro, selvännäkijä in Finnland und unter dem Titel Sudbina iz druge ruke in Jugoslawien.

## Kritiken
In der Wochenzeitig Die Zeit war 1949 zu lesen: 

„Zwischen der Scheinwelt des Rummelplatzes und der einer exklusiven mit Vorurteilen belasteten Gesellschaftsschicht bewegt sich der Film ‚Schicksal aus zweiter Hand‘, der in Hamburg uraufgeführt wurde. (…) Die Regie arbeitet mit fast brutaler Gründlichkeit, so wird ein verräterisch offenstehender Knopf am Kleid einer Dame als ‚Corpus delicti‘ so lange mit der Kamera genußsüchtig verfolgt, daß der Zuschauer, wie auch an anderen Stellen, immer wieder Zeit für abwegige Gedanken gewinnt. Aber es ist das künstlerische Verdienst des Regisseurs und Drehbuchverfassers Wolfgang Staudte (der mit ‚Die Mörder sind unter uns‘, schon bald nach dem Kriege Aufmerksamkeit erregte), daß er die Kamera sprechen läßt statt geschwätziger Dialoge. Und er hat in Marianne Hoppe eine Schauspielerin, deren klares ausdrucksfähiges Gesicht, von der Kamera (Willy Winterstein) in Großaufnahmen abgetastet, wirklich etwas aussagt. Wilhelm Borchert hüllt seine bohrende psychologische Studie eines haltlos Schwankenden in allzu effektvolle Düsterkeit. Der Film hat den Vorzug, daß er ein heikles aktuelles Thema, den Okkultismus, verantwortungsbewußt und mit Delikatesse behandelt, wenn er auch im Rahmen seiner Möglichkeiten sehr simplifiziert und den bequemen Ausweg wählt, die Handlung in eine vergangene Epoche zu legen. Doch ist das Zeitkolorit der Jahre zwischen 1910 und 1930 mit Sorgfalt und großer Einfühlung eingefangen.“

„Ein Versuch, den Aberglauben anzuprangern, wobei der Film die bürgerliche Gesellschaft als Nährboden solcher irrationaler Neigungen darstellt. Ein durch Kamera- und Schauspielerführung fesselndes Melodram.“

film.at befand: „Schicksal aus zweiter Hand ist eine Warnung vor der Flucht aus der Wirklichkeit mit der Ende der 1940er-Jahre wild wuchernden Hellseherei und entlarvt deren Schwindel und die damit verbundenen Gefahren.“